# Кумбаконам
Кумбако́нам (англ. Kumbakonam, англ. Coombaconum, там. கும்பகோணம், IAST: kumpakōṇam) — город и муниципалитет в округе Танджавур в южноиндийском штате Тамилнад. Административный центр одноимённого талука. Расположен в 40 км от города Танджавура и в 273 км от Ченная. К северу от Кумбаконам протекает река Кавери, а к югу — река Арасалар. Согласно переписи населения 2001 года, население города составило 140 021 чел. Большинство жителей города исповедуют индуизм, но также есть мусульмане и христиане.
Первое упоминание Кумбаконам относится к периоду Сангам. С VII по IX века город был столицей империи Чола. В период британского колониального господства, город был крупным центром европейского образования и индуистской культуры, получив известность как «Кембридж Южной Индии».
Кумбаконам является популярным индустским местом паломничества, здесь расположено несколько важных вайшнавских храмов.

## Известные уроженцы
- М. С. Сваминатан (род. 1925) — 10-й президент Пагуошского движения учёных за мир.